# Socket 478
Socket 478 или mPGA478B — процессорный разъём, предназначенный для установки процессоров Intel Pentium 4 и Celeron. Пришёл на смену Socket 423 весной 2002 года.

Socket 478 использовался для всех процессоров с ядром Northwood (Pentium 4, Celeron), большинства Prescott (Pentium 4, Celeron D) и некоторых Willamette (Pentium 4, Celeron). Типы используемой ОЗУ – DDR SDRAM, SDRAM, RDRAM, и DDR2 SDRAM. После запуска LGA 775 в 2004 году производство Socket 478 было остановлено.

## Список поддерживаемых процессоров
- Celeron (1,7—1,8 ГГц) (Willamette)
- Celeron (1,6—2,8 ГГц) (Northwood-128)
- Celeron D (2,13—3,2 ГГц) (Prescott)
- Celeron M (1,6 ГГц) (Yonah)
- Celeron M (1,3—1,7 ГГц) (Dothan)[1]
- Pentium 4 (1,4—2,0 ГГц) (Willamette)
- Pentium 4 (1,6—3,4 ГГц) (Northwood)
- Pentium 4 (2,26—3,4 ГГц) (Prescott)
- Pentium 4 Extreme (3,2—3,4 ГГц) (Gallatin)
- Pentium M (0,6—1,7 ГГц) (Banias)[1]
- Pentium M (0,6—2,6 ГГц) (Dothan)[1]